# روزهای صفر
روزهای صفر (انگلیسی: Zero Days) یک فیلم مستند به کارگردانی الکس گیبنی است که در سال ۲۰۱۶ منتشر شده و به موضوع حملات سایبری به برنامه اتمی ایران می‌پردازد.